# Stazione di San Piero a Sieve
Stazione di San Piero a Sieve vasútállomás Olaszországban, San Piero a Sieve településen.

## Vasútvonalak
Az állomást az alábbi vasútvonalak érintik:
- Firenze–Faenza-vasútvonal

## Kapcsolódó állomások
A vasútállomáshoz az alábbi állomások vannak a legközelebb:
- Stazione di Borgo San Lorenzo
- Stazione di Campomigliaio